# گریگوریس بالاکیان

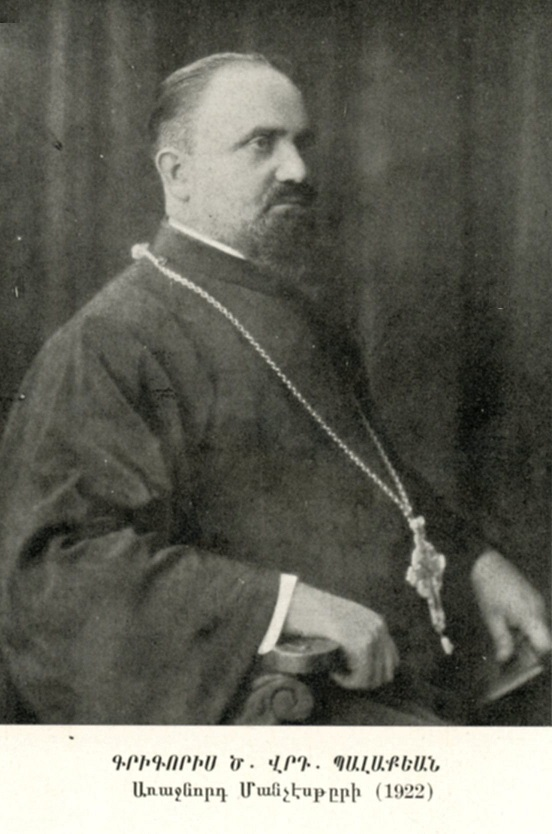
گریگوریس بالاکیان (۱۹۲۲)

گریگوریس بالاکیان (به ارمنی:Գրիգորիս Պալաքեան)(زادهٔ ۱۸۷۵ – درگذشته در ۸ اکتبر ۱۹۳۴)، اسقف کلیسای حواری ارمنی و همچنین یکی از بازماندگان و خاطره‌نویسان نسل‌کشی ارمنی‌ها بود.

## زندگی‌نامه
گریگوریس بالاکیان در توقات در امپراتوری عثمانی به دنیا آمد و از کالج ساناساریان در ارزروم فارغ‌التحصیل شد. او به مدت دو سال در آلمان به تحصیل معماری پرداخت و مدرک مهندسی عمران دریافت کرد. بالاکیان به عنوان یک کشیش مجرد تحت نام رهبانی گریگوریس بالاکیان منصوب شد. در ۲۴ آوریل ۱۹۱۵ او در میان گروهی از ۲۵۰ شخصیت برجسته ارمنی در قسطنطنیه دستگیر و تبعید شد.
یک گروه به آیاش تبعید شدند. بالاکیان به همراه ۱۹۰ تبعیدی دیگر از پایتخت به چانکری، در شمال‌شرقی آنکارا، فرستاده شد. تنها ۱۶ نفر از آنان زنده ماندند. او با ۴۸ تبعیدی از چانکری به سوی دیر الزور در صحرای سوریه حرکت کرد. در طول مسیر، بالاکیان اعتماد کاپیتان ژاندارمری، شکری بیگ، را جلب کرد و از برنامه دولت عثمانی برای نابودی کل جمعیت ارمنی مطلع شد. بالاکیان موفق به فرار به سمت اسلاهی شد. او به گروهی از کارگران در راه‌آهن بغداد پیوست، جایی که سربازان فراری ترک در کنار پناهجویان ارمنی کار اجباری انجام می‌دادند. در حالی که کارگران ارمنی بین ماراش و برچه قتل‌عام می‌شدند، بالاکیان به محل ساخت‌وساز دیگری در راه‌آهن بغداد فرار کرد. او با کمک مهندسان آلمانی و در نهایت با تغییر هویت به عنوان هر برنشتاین، موفق شد از قسطنطنیه به پاریس فرار کند.
در دادگاه ۱۹۲۱ برلین علیه سوغومون تهلیریان، قاتل طلعت پاشا، بالاکیان همراه با یوهانس لپسیوس به عنوان شاهد برای متهم حاضر شد. در نهایت، سوغومون تهلیریان تبرئه شد.
بالاکیان به عنوان پیشوای مذهبی در منچستر، لندن و در نهایت به عنوان اسقف مارسی فعالیت کرد. دو کلیسا تحت نظارت او در مارسی و نیس (کلیسای سنت ماری، ۱۹۲۸) و همچنین تعدادی نمازخانه و مدرسه ساخته شد. او در مارسی درگذشت.
بالاکیان عموی بزرگ منتقدان ادبی آنا بالاکیان و نونا بالاکیان بود. آنا بالاکیان یکی از متخصصان برجسته در زمینه نمادگرایی و سوررئالیسم بود و ریاست بخش ادبیات تطبیقی دانشگاه نیویورک را بر عهده داشت. نونا بالاکیان نیز به عنوان یکی از ویراستاران تأثیرگذار در بخش نقد کتاب روزنامه نیویورک تایمز و یکی از بنیان‌گذاران حلقه ملی منتقدان کتاب شناخته می‌شود. هر دوی این شخصیت‌ها نقشی مهم در گسترش نقد ادبی ایفا کردند و میراث ماندگاری از خود بر جای گذاشتند.
بالاکیان همچنین عموی بزرگ پیتر بالاکیان است؛ نویسنده و شاعر ارمنی-آمریکایی که به دلیل دستاوردهای ادبی‌اش مورد تحسین گسترده قرار گرفته است. پیتر بالاکیان در سال ۲۰۱۶ جایزه معتبر پولیتزر برای شعر را برای مجموعه شعر ژورنال ازون دریافت کرد. آثار او که به موضوعاتی چون حافظه، تاریخ و تأثیرات ماندگار نسل‌کشی ارمنی‌ها می‌پردازد، نقشی کلیدی در افزایش آگاهی دربارهٔ تاریخ ارمنستان و مصائب فرهنگی مردم ارمنی ایفا کرده است.

## دستاوردها
خاطرات بالاکیان که در کتاب گلگتای ارمنی منتشر شده است، یکی از مهم‌ترین روایت‌های شاهدان عینی نسل‌کشی ارمنی‌ها به‌شمار می‌رود. این اثر برجسته، تجربیات دردناک او را در جریان تبعید اجباری ارمنی‌ها از سرزمینشان به تفصیل بیان می‌کند و دیدگاه شخصی او را دربارهٔ جنایات مرتکب‌شده ارائه می‌دهد.
در کتاب گلگتای ارمنی، بالاکیان نه‌تنها تجربیات خود را روایت می‌کند، بلکه به بررسی زمینه‌های گسترده‌تر نسل‌کشی نیز می‌پردازد. توصیفات دقیق او از رنج‌هایی که مردمش تحمل کردند و تأملات او دربارهٔ مقاومت روح ارمنی، این خاطرات را به یکی از اسناد تاریخی مهم تبدیل کرده است.
علاوه بر این، بالاکیان اطلاعات منحصربه‌فردی دربارهٔ سرنوشت کومیتاس وارداپت ارائه می‌دهد. کومیتاس یکی از هم‌بندان او و از برجسته‌ترین آهنگسازان و موسیقی‌شناسان ارمنی است. بالاکیان دربارهٔ آسیب‌های روانی کومیتاس پس از تبعید و کشتارها نشان‌دهنده تأثیر عمیق نسل‌کشی بر رهبران فرهنگی و روشنفکران ارمنی مطالب حائز توجهی نوشته است.

## آثار
- توصیف ویرانه‌های آنی (Description of the Ruins of Ani). قسطنطنیه، ۱۹۱۰. — مشاهده آنلاین (بایگانی‌شده)
- Հայ Գողգոթան گلگتای ارمنی؛ نسخه ارمنی، جلد ۱، مجمع مخیتاریست، وین ۱۹۲۲؛ جلد ۲، انتشارات آراکس، پاریس ۱۹۵۹؛ ترجمه فرانسوی: Le Golgotha arménien، انتشارات دایره نوشته‌های قفقازی، لا فرته-سو-ژوار ۲۰۰۲ (جلد ۱) شابک ‎۲−۹۱۳۵۶۴−۰۸−۹، ۲۰۰۴ (جلد ۲) شابک ‎۲−۹۱۳۵۶۴−۱۳−۵؛ ترجمه انگلیسی توسط پیتر بالاکیان (برادرزاده بزرگ او) و آریس سواگ. Armenian Golgotha. نیویورک: انتشارات آلفرد ای. ناپف، ۲۰۰۹. شابک ‎۹۷۸−۱−۴۰۰۰−۹۶۷۷−۰.[۲]